# Hussein Adilo
Hussein Adilo (auch Hussan Adelo geschrieben; * 18. Mai 1982) ist ein äthiopischer Marathonläufer.
1999 wurde er bei den Leichtathletik-Jugendweltmeisterschaften Vierter über 3000 m in 8:20,87 min, und 2004 belegte er bei den Crosslauf-Weltmeisterschaften in Brüssel auf der Kurzstrecke den 29. Platz. 
2006 kam er beim Amsterdam-Marathon auf den 15. Platz, und 2008 wurde er Sechster beim Košice-Marathon. 2009 folgte jeweils fünften Plätzen beim Marrakesch-Marathon und beim Hamburg-Marathon ein Sieg beim Marathon des Alpes-Maritimes.
2010 wurde er mit seiner persönlichen Bestzeit von 2:09:09 h Vierter beim Houston-Marathon.
Hussein Adilo gehört zur Trainingsgruppe seines älteren Bruders Haji Adilo und wird von Elite Sports Management International (ESMI) betreut.